# 6-денна велогонка

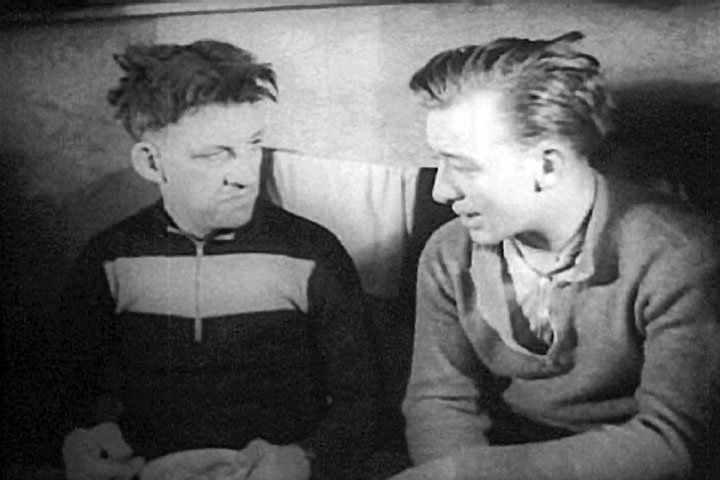
Велосипедист Реджи МакНамара разом з партнером по команді Едуардом Зейфертом в Медісон Сквер Гарден (1890) в 1934 році

6-денна велогонка (англ. Six-day racing) — трекові велосипедні перегони, тривають шість днів.
Шестиденна велогонка з'явилася в XIX столітті у Великій Британії, поширилася в багатьох регіонах світу, була доведена до сучасного виду в США і зараз переважно проводиться в Європі. Спочатку це була індивідуальна гонка, переможцем був той, хто набрав більше кіл. З часом формат було змінено, щоб допустити команди (зазвичай з двох гонщиків): один гонщик на трасі, в той час як інший відпочиває. Режим 24 години на день також був пом'якшений, і більшість 6-денних велогонок включають шість вечірніх гонок, як правило, з 18:00 до 2:00, на критих велотреках. Перемагає команда, яка набрала більше кіл. При рівності кіл, переможцем вважається команда, яка набрала найбільшу кількість очок, виграних на проміжних фінішах (гонка за очками). Типова програма включає гіт, Гонки за мотоциклом або автомобілем, проміжний спринт і гонки з вибуванням.

## Історія

### Походження
Перші шість днів були гітом в залі Сільського господарства в Іслінгтоні, Лондон в 1878 році, коли професійний гонщик Девід Стентон запропонував парі, що він проїде 1000 миль за шість днів поспіль, по 18 годин на добу. М-р Девіс поставив £100, ставку прийняла газета Sporting Life. Стентон стартував в 6 ранку 25 лютого на висококолісній машині «penny-farthing» і через 73 години виграв парі. Він їхав з середньою швидкістю 13,5 миль/год.
Шестиденна гонка за участю більше ніж одного гонщика виросла з ентузіазму XIX століття до витривалості та інших нових видів змагань. Промоутер залу Сільського господарства (Agricultural Hall) провів шестиденний надмарафон в 1877 року. Пробіг був досить успішним для іншого промоутера, який наступного року провів там аналогічний надмарафон. Це надихнуло Генрі Джона Етерінгтона організувати в 1878 році шестиденну гонку в тому ж залі, але для велосипедистів. Він розраховував залучити 20 000 глядачів в день, як це було у скороходів.
Islington Gazette повідомила: 
«Велогонка почалася в минулий понеділок, і £150 пропонується як призи; гроші будуть розподілені таким чином: £100 першому, £25 другому, £15 третьому і £10 четвертому».
Гонка почалася о 6 ранку 18 листопада; тільки чотири з дванадцяти, що заявилися, були на старті. Хоча часто говорять, що перша шестиденна була нон-стоп подією без сну і без перерви протягом шести днів, за регламентом дозволялося їхати 18 годин кожен день - з 6:00 до 24:00. Насправді учасники приєднувалися до гонки за своїм вибором і спали, коли вони хотіли.
Переможцем став Білл Канн з Шеффілду, який очолив гонку з самого початку і закінчив її 23 листопада після 1060 миль.

### Перші американські шість днів
Тим не менш, ця дисципліна не стала популярною до 1891 року, коли шестиденна гонка була проведена в Медісон Сквер Гарден в Нью-Йорку. Спочатку це були індивідуальні змагання чистої витривалості, гонщики набирали стільки кіл, скільки можливо. Спершу гонки тривали менше ніж 24 години на добу. Гонщики спали вночі і поверталися на трасу вранці, коли вони хотіли. Швидкі гонщики починали пізніше, ніж повільніші, які жертвували сном, щоб компенсувати брак швидкості. Гонщики скоро стали змагатися 24 години на добу, обмежені тільки здатністю пильнувати. Багато наймали секундантів, як в боксі, щоб ті підтримували їх у русі. Секунданти, відомі своїм французьким назвою soigneur'и, як казали, використовували допінг, щоб зберегти своїх гонщиків на треку. Гонщики стали відчайдушно втомлюватися. Brooklyn Daily Eagle писав:
знос нервів, м'язова втома і брак сну робили їх [дратівливими і примхливими]. Якщо їхні бажання не виконуються відразу, вони вибухають потоком лайки. Ніщо їм не подобається. Ці спалахи не турбують досвідчених тренерів, бо вони розуміють умови, в яких знаходяться їхні підопічні.
Ці умови викликали марення і галюцинації. Гонщики хиталися й падали. Однак найчастіше це добре оплачувалося, до того ж, чимраз більше людей приходило подивитися, як їх стан гіршав. Промоутери в Нью-Йорку заплатили Тедді Хейлу $5 000, коли він виграв в 1896 році, і він виграв «як привид, його обличчя біле, як труп, його очей вже не видно, бо вони ввалилися в череп», відповідно до одного з повідомлень.
Нью-Йорк Таймс повідомляв у 1897 році:
Чудово, що людина на двох колесах може, в шестиденному гонці, обганяти гончака, коня або локомотив. Це підтверджує думку, яка більше не заперечується, що людина перевищує інших тварин. Але ця безперечне думка стверджується занадто урочистим і болючим способом в Медісон Сквер Гарден. Спортивне змагання, в якому в головах учасників відбуваються дивні речі, вони напружують свої сили до того, що їхні обличчя стають огидними від катувань, що терзають їх, це не спорт. Це жорстокість. Дні й тижні будуть потрібні їм, щоб повернутися в Гарден у формі, і, ймовірно, деякі з них ніколи не оговтаються від напруження.
Історик Раймонд Дикоу (Dickow) сказав про гонщиків періоду гонок після-1898:
Найбільш високооплачуваним був Альфред Гулле з Австралії. Він заробляв $1000 в день на додаток до призових за спринт. Найкращі, такі, як Боббі Вальтур (США), Франко Джорджетті (Італія), Жерар Дебае (Бельгія) і Альфред Летурньор (Франція), робили від $500 до $750 на день. Аматори, які тільки стали професіоналами і мали довести свою цінність, оплачувалися за розцінками початківців $100 на день.

### Медісон

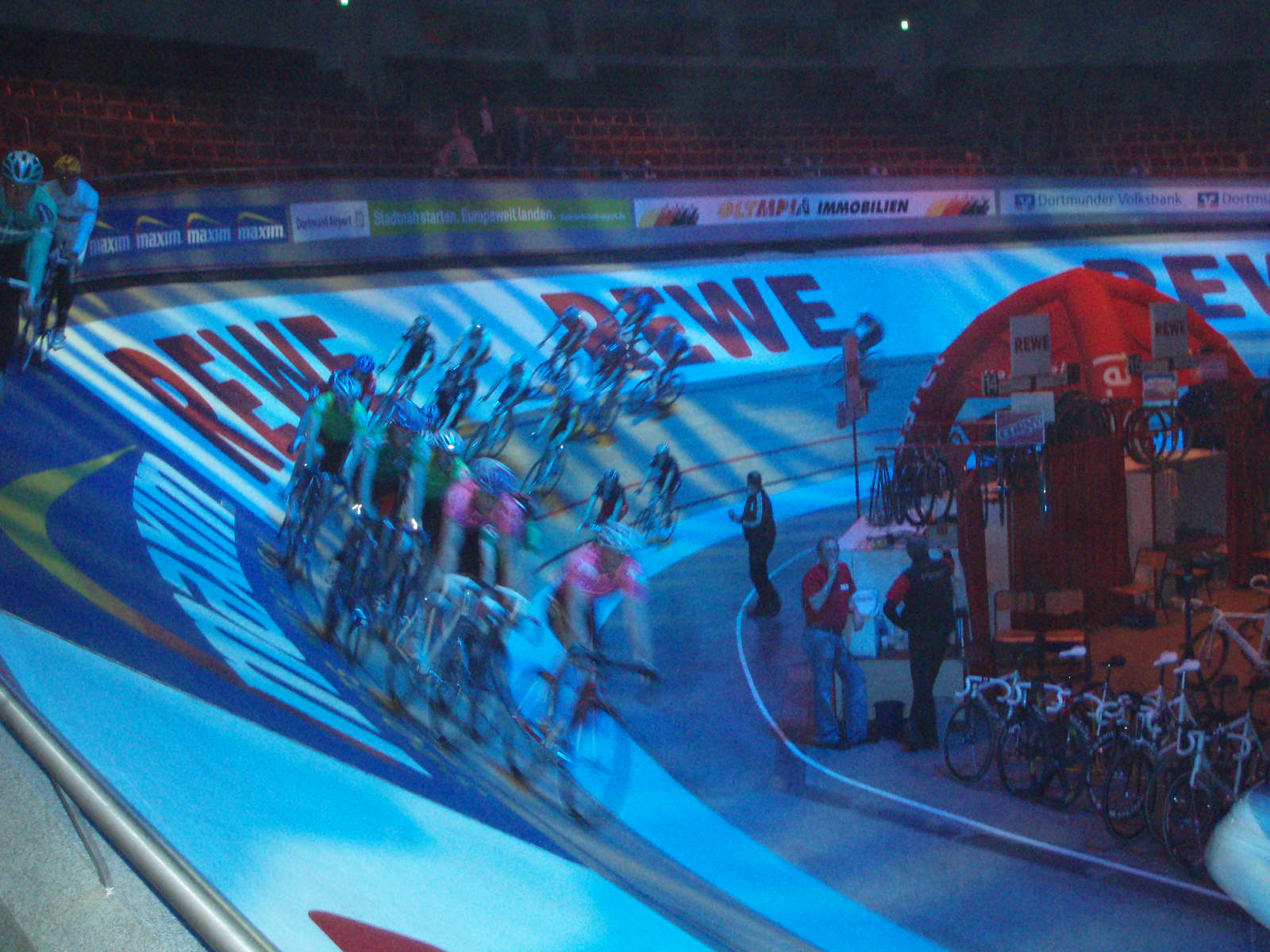
Гонка в у 2007 році

Шестиденна гонка залишалася популярною в США, хоча штати Нью-Йорк і Іллінойс в 1898 році заборонили гонщикам змагатися понад 12 годин на добу, щоб дати гонщикам відпочити півдня, але промоутери зрозуміли, що тільки один гонщик з двох у команді відпочиває, другий у цей час перебуває на трасі. Кожен відпочиває 12 годин, не порушуючи закон, гонка, як і раніше, триває 24 години. Гонки тривали шість днів, а не тиждень, щоб уникнути гонки у неділю. Швидкості, а з ними дистанції, виросли, повалили юрби глядачів і посипалися гроші. Чарлі Міллер 6—11.12.1897 проїхав сам у Медісон Сквер Гарден 2093 милі. Альф Гулле зі скромним напарником змогли проїхати 2790. Перша така гонка була у Медісон Сквер Гарден, і гонки командою з двох чоловік стали називатися «медісон» (англ. Madison) або «американка» (фр. Course à l'américaine, італ. Americana, ісп. Americana). Обидва гонщика можуть бути на трасі одночасно. Коли один гонщик в гонці, другий повільно їде по зовнішньому колу. Спортсмени можуть змінюватися в будь-який час гонки, торкаючись руками один одного або веломайки. Шльопок рукою вважається передовою навичкою, і в деяких країнах він дозволяється тільки професіоналам через ризикованість. Гонщик може також вводити напарника в гонку, натиснувши на його сідло. Найважче було змагатися при повних трибунах. Спортсмени відпочивали, коли вони були порожніми, і кружляли по треку, читаючи газети, розмовляли, навіть писали листи, і водночас крутили педалі однією ногою, а другою кермо. Але іноді команди йшли в атаку, коли було тихо. Джиммі Вальтур згадував одну з таких ночей в 1933 році:
| Ліві лапки | [О 4 ранку], Тіно Реболі і його партнер були на 12 кіл позаду лідерів. У відчаї, вони вирішили, що не будуть спати в ту ніч. Вони знали, що повинні закрити розрив, щоб залишитися в гонці. Багато гонщики пішли в спальню в іншій частині будівлі. Реболі і його партнер, однак, залишилися на трасі. Вони відіграли три кола, перш ніж тренери інших команд змогли виштовхати сплячих велосипедистів з ліжка. Тиснява (jam) була однією з найбільш диких в історії Гардена. Знадобилося включення величезних світильників над треком. Це коштувало Гардену тисяч доларів на освітлення. | Праві лапки |

| Ліві лапки | Єдиними глядачами були жменька здивованих підмітальників, прибиральників сміття і сонних журналістів. Спочатку гонщики були в люті на команду Реболі за підняту метушню. Вони люто крутили педалі, щоб розтерзати їх. Але в розпачі і роздратуванні від втрати сну гонщики розсердилися один на одного… Команда Реболі знову опинилася на 12 кіл ззаду. Суддя зняв їх з гонки. | Праві лапки |

Шестиденна гонка була популярна в США до Другої світової війни. Тоді підйом автомобіля і Велика депресія привели до спаду. Dickow сказав: «Кілька промоутерів зробили спроби відродити медісон, проте нікому з них не вдалося повернути гоночному велосипеду колишню популярність». Ще одна проблема була в тому, що чим більше промоутери вносили в європейську опозицію, щоб пожвавити гонки для потенційного глядача, тим більше європейці домінували і зменшували привабливість для глядачів. Американський гонщик Джеррі Родман сказав: "У попередні роки, шестиденні гонки зникали тільки в результаті війни або депресії. При Гаррі Менделі, однак, цей вид спорту вперше почав занепадати через зменшення глядацького інтересу.
| Ліві лапки | Джиммі Вальтур сказав: "Шестиденні гонки почали зникати в 1938 році, приблизно в той час, коли фігуристці Соні Хені було віддано перевагу в даті появи в Медісон Сквер Гарден. Грудень був традиційною датою Гардена для гонок, але її шоу замінило гонки цього місяця." | Праві лапки |

Щорічні шістки в Бостоні закінчилися в 1933 році, Детройтів 1936, і Чикаго в 1948 році. Нью-Йорк протримався до 1950 року. Були ще спроби відродити гонки, жодна не вдалася. Sporting Cyclist опублікував фотографію, зняту в останню ніч «шістки» Чикаго в 1957 році: семеро людей їдуть в районі трибун.

### Європейська популярність

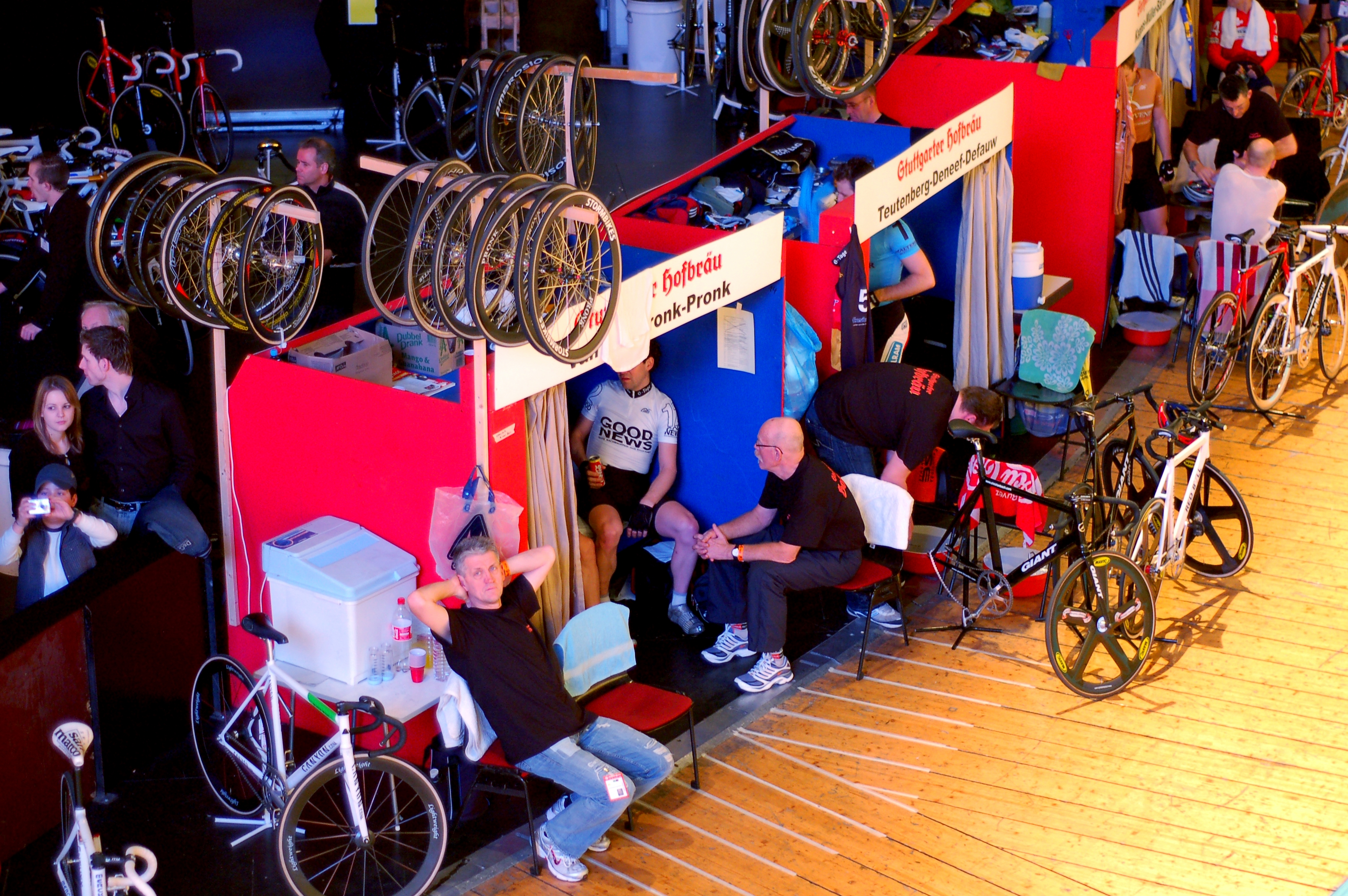
Поки триває гонка, спортсмени живуть у невеликих кабінах поруч з треком

Успіх Медісона в Америці призвів до його поширення в Європі.
Перший медісон був в Тулузі в 1906 році, хоча через три дні його припинили через відсутність інтересу.
Медісон в Берліні три роки по тому був успішним.
15 березня 1909 у виставковому залі Берлінського зоопарку 15 гонщиків 144 години боролись на 150-метровій дерев'яній доріжці. 5000 золотих марок за перемогу розділили Флойд МакФарланд і Джиммі Моран. П'ять гонок були проведені в Німеччині в 1911-1912, потім в 1912 році в Брюсселі і Парижі в 1913 році.

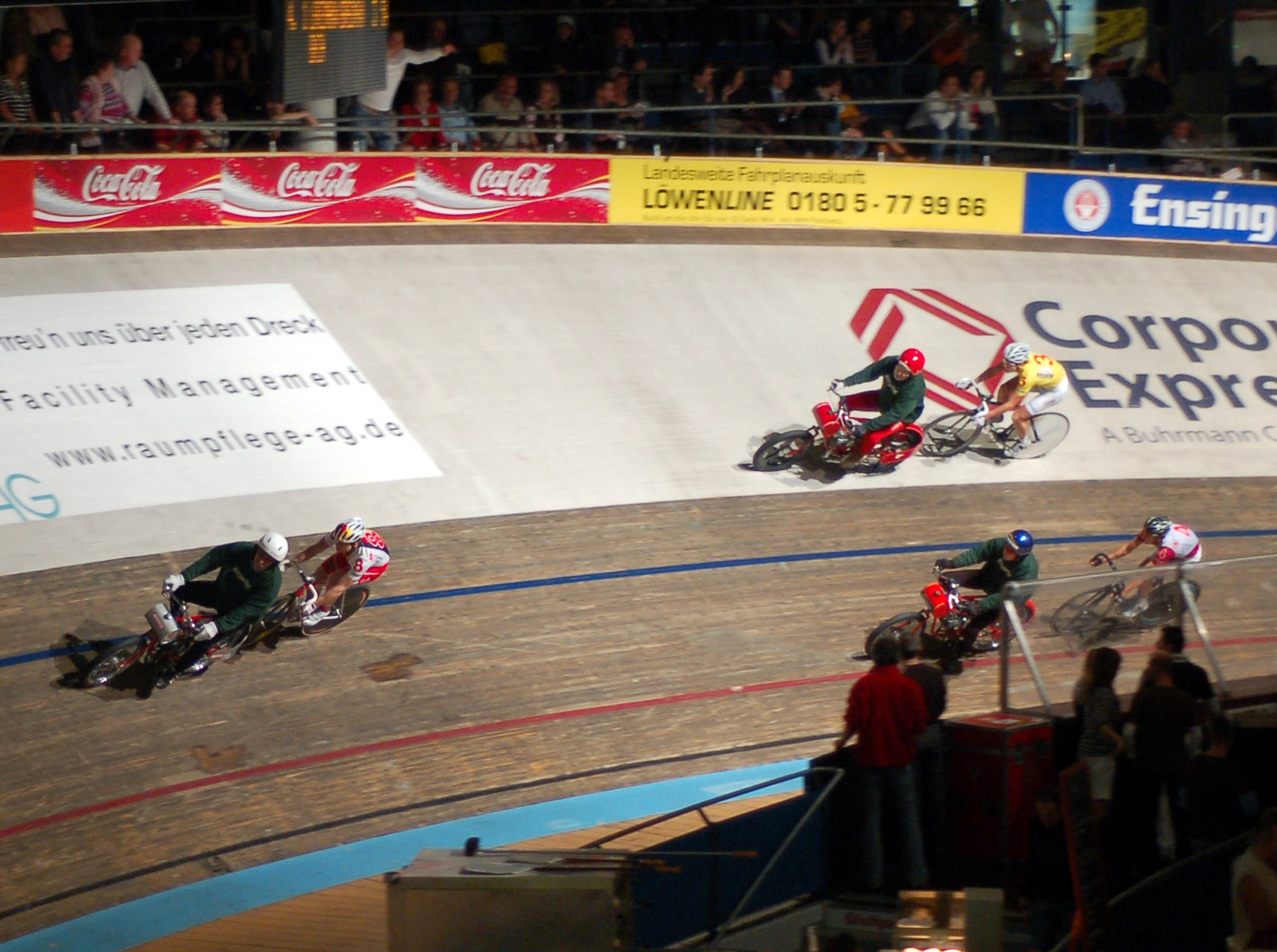
Гонщики змагаються не тільки в медісоні, але також в додаткових гонках за мотоциклом або автомобілем

Шестиденна гонка продовжувала процвітати в Європі. Її серцем була Німеччина — за винятком нацистського періоду, коли гонки були заборонені — разом з більшістю подій. Також були сильні гонки в Бельгії та Франції. Лондон побачив одну гонку в Олімпії в липні 1923 року, а потім серію гонок на Вемблі, починаючи з 1936 року. Місцевий гонщик Франк Саутхолл розбився і потрапив до лікарні. Так було і ще з однією британською надією, Сідом Козенсом. Тільки дев'ять з 15 команд закінчили гонку. Серія тривала, з більшим успіхом, до початку в 1939 році Другої світової війни. Гонки невпевнено почали відроджуватися після 1945 року; перша за 17 років у Німеччині була в 1950 році; ще дві гонки пройшли на Вемблі в 1951 і 1952 роках. Зрештою, однак, європейські гонки стали хилитися до занепаду. Гонщики змагалися вночі, як в США, але витрати на утримання стадіонів відкритими для тих завсідників вечірок, хто запізнився на автобус, і нечисленних відданих шанувальників, були занадто великі. Лондон відмовився від нічної гонки, коли відродив шестиденний в 1967 році в Ерлс Кот.
Наступного року на Вемблі новий організатор, колишній гонщик Рон Вебб, запланував гонки тільки вдень і ввечері, з перервою між сесіями. Інші організатори не були цим вражені і наполягали, щоб Уебб називав свою гонку «шість», а не «шестиденна». Один за іншим, проте, вони наслідували приклад Вебба і зараз не залишилося жодної гонки старого цілодобового стилю. Остання була в Мадриді. Там гонщики змагалися всю ніч або, якщо вони хотіли, могли йти у ліжко.

## Сьогодення
Патрік Серку

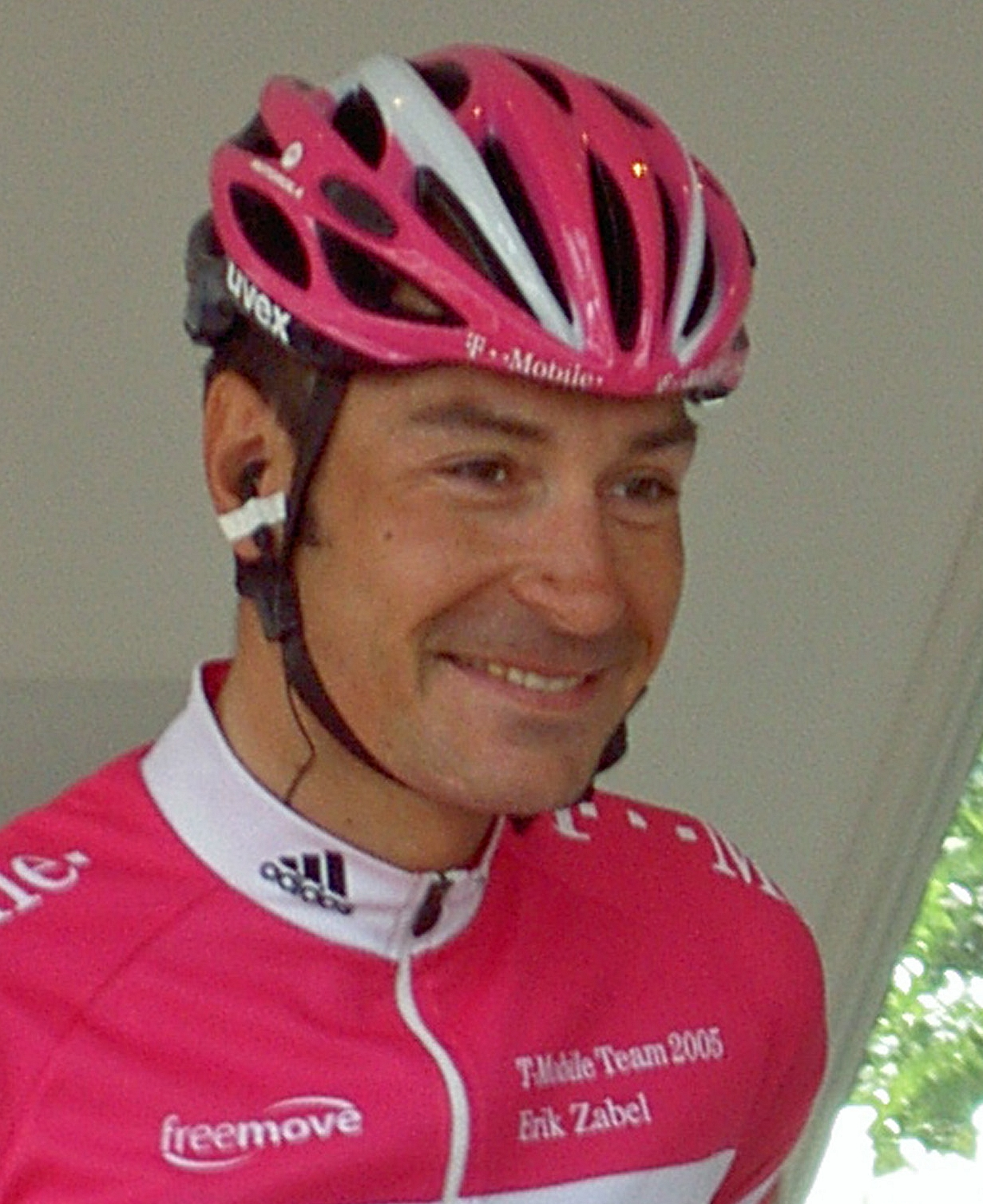

Шестиденна гонка тепер переважно європейське явище, особливо в Бельгії і Німеччині. Глядачі також розважаються живою музикою і мають доступ до ресторанів і барів. На мюнхенській гонці організували ярмарок навколо зовнішньої доріжки і нічний клуб в підвалі, який відкривається о другій годині ночі, коли гонки закінчуються. Стартові гроші для 24 гонщиків на шести Генту у 2000 році доходили до €333 000, хоча організатор Патрік Серку сказав, що він зв'язаний договірними зобов'язаннями і не може сказати, скільки заробив кожен гонщик.
Однак, журнал Vélo заявив, що фахівці отримували €5 000 в 2002 році і гонщики-зірки більше.
Німецький гонщик Ерік Цабель запросив €75 000, що, як сказав Серку, було вище його бюджету.
Окрім призових під час гонки, бувають і незвичайні способи заробити гроші.
Австралієць Денні Кларк заспівав.
В жовтні 2013 року Даніель Холловей і Гай Іст, два профі, їхали в складі команди Каліфорнії в спортивному центрі VELO в Карсоні в першій півшестиденній гонці з 1940-х років. Остання шестиденна гонка США була в 1973 році в Детройті. Організатор — колишній гонщик американських шестиденних Джек Саймс, який сам був другим в Детройті.
На старті поруч з молодими американськими гонщиками були і такі відомі, як Франко Марвуллі, Крістіан Грасман, Лейф Лампатер і Марсель Барт.
У 2007 Гай Іст вже був у Амстердамській Шестиденній. 21—26 жовтня 2013 він повернувся на велодром шести днів Амстердама разом з Даніелем Холловеєм. Гай Іст виграв гонку Дерні на п'яту ніч.

### СРСР/СНД
Перша шестиденна велогонка в Москві (медісон) пройшла в 1991 році, потім в 2002 і 2003 Більше в СРСР і на території СНД вони не проводилися.
Восени 2014 року в Києві почалася підготовка до проведення першої шестиденної велогонки.